# ポツダム県

ポツダム県
Bezirk Potsdam

ポツダム県（ドイツ語: Bezirk Potsdam）は、ドイツ民主共和国（東ドイツ）を構成していた14の県の一つ。県都はポツダム。

## 地理
東ドイツの中央部に位置していた県である。県の東境ドレヴィッツにおいて西ベルリン（ベルリンの米・英・仏管制下地域）と接しており、同地には検問所「チェックポイント・ブラヴォー」があった。また6県（シュヴェリーン県、ノイブランデンブルク県、マクデブルク県、ハレ県、コットブス県、フランクフルト・アン・デア・オーデル県）と東ベルリンにも接していた。

## 歴史
1952年に東ドイツでは州が廃止され、東ベルリンを除く地域を14の県によって統治することになった。ポツダム県はこのうちの一つである。
1990年の東西ドイツ統一に先駆けて解体され、ブランデンブルク州に帰属することになった。